# Lödersdorf
Lödersdorf est une ancienne commune autrichienne du district de Südoststeiermark en Styrie.
En 2015, elle a intégré la municipalité de Riegersburg.